# Liste des navires de la Marine soviétique puis russe par projet
Cet article dresse la liste des classes de navires soviétiques et russes par numéro de projet . Le terme russe проект peut être traduit en « projet » ou « conception ». La désignation russe est présente lors qu'elle est connue et différente de la désignation occidental ou de l'OTAN.

## Projet 1 à 99
| Numéro du Projet | Numéro du Projet | Type de Navire                      | Nom                            | Nom               | Année de Conception | Nombre Construit | Nombre Construit                                                                                                 | Notes |
|                  | Variante         |                                     | Désignation Otan ou occidental | Désignation Russe |                     | Total            | | |
| ---------------- | ---------------- | ----------------------------------- | ------------------------------ | ----------------- | ------------------- | ---------------- | --- | --- |
| 1                |                  | Destroyers leaders de flottille     | Classe Leningrad               |                   | 1930                | 3                | | Première séries, une seconde de 3 navire est connue sous le nom de projet 38. |
| 2                |                  | Navire de garde                     | Classe Ouragan (en)            |                   | 1926                | 12               | | Série I & III |
| 3                |                  | Dragueur de mines                   | Classe Fougas (en)             |                   | 1930                | 8                | | Série I, aussi connue sous le nom de classe T-201 |
| 4                |                  | Navire de garde                     | Classe Ouragan (en)            |                   | 1931                | 4                | | Série II |
| 5                |                  | Navires-citernes                    | Classe Toplivo-1               |                   | 1957                |                  | | Importé de Pologne |
| 6                |                  | Sous-marins                         | Classe Dekabrist               |                   | 1926                | 6                | | Série I |
| 7                | 7                | Destroyers                          | Classe Gnevny                  |                   | 1934                | 47               | 29 | Basé sur la Classe Maestrale d'origine italienne |
| 7                | 7U               | Destroyers                          | Classe Storozhevoy (cs)        |                   | 1938                | 47               | 18 | Version améliorée formant une nouvelle classe |
| 9                |                  | Sous-marins                         | Classe S                       | Classe Srednyaïa  | 1934                | 3                | | Série IX, motorisé avec des moteurs allemands |
| 19               |                  | Navire de garde                     |                                |                   |                     |                  | | |
| 20               | 20               | Destroyers leaders de flottille     | Classe Tachkent                |                   | 1936                | 1                | 0 | 2 prévue mais leur construction est annulée en 1940 |
| 20               | 20-I             | Destroyers leaders de flottille     | Classe Tachkent                |                   | 1936                | 1                | 1 | Acheté en Italie |
| 21               |                  | Cuirassé                            | Classe B                       |                   | 1936                | 0                | | Projet de cuirassé inspiré par la Classe Nelson Britannique, annulé en faveur du projet 23 |
| 22               |                  | Croiseur lourd                      |                                |                   | 1938                | 0                | | Etude annulé dès 1938 |
| 23               | 23               | Cuirassé                            | Classe Sovetski Soyouz         |                   | 1939                | 0                | 0 | La construction de 4 navire débuté mais annulé en 1940 pour l'un d'entre eux puis 1947 pour les autres |
| 23               | 23bis            | Cuirassé                            | Classe Sovetski Soyouz         |                   | 1939                | 0                | 0 | Etude pour une version améliorée |
| 23               | 23NU             | Cuirassé                            | Classe Sovetski Soyouz         |                   | 1940                | 0                | 0 | Etude pour une version basée sur le 23bis, annulé dès 1940 car jugé trop lourde |
| 24               |                  | Cuirassé                            |                                |                   | 1950                | 0                | | 2 navires prévue pour 1955, n'a jamais dépassé le stade de la planche à dessin et annulé à la mort de Staline |
| 25               |                  | Cuirassé                            |                                |                   | 1937                | 0                | | Etude pour un cuirassé léger, annulé en faveur du projet 23 |
| 26               | 26               | Croiseur Lourd                      | Classe Kirov                   |                   | 1934                | 6                | 2 | Basé sur la Classe Condottieri d'origine Italienne |
| 26               | 26bis            | Croiseur Lourd                      | Classe Kirov                   |                   | 1936                | 6                | 2 | Version améliorée |
| 26               | 26bis2           | Croiseur Lourd                      | Classe Kirov                   |                   | 1936                | 6                | 2 | Version du 26bis destinée à la Flotte du Pacifique |
| 29               | 29               | Navire de garde                     | Classe Iastreb (en)            |                   | 1938                | 7                | 2 | Devant remplacer la classe Ouragan, la construction de 15 unités a été lancée mais 9 ont été détruits ou annulés, 2 construits et 2 transformés en 29K durant la construction                                                                                |
| 29               | 29K              | Navire de garde                     | Classe Iastreb (en)            |                   |                     | 7                | 4 | Version corrigée, le K sinifiant Korektirovannyy |
| Projet 30        | 30               | Destroyers                          | Classe Ognevoï (en)            |                   | 1939                | 81               | 1 | 26 navires prévue, 15 annulé, un fini et le reste transformé en 30K |
| Projet 30        | 30K              | Destroyers                          | Classe Ognevoï (en)            |                   | 1947                | 81               | 10 | Version corrigée finie après-guerre |
| Projet 30        | 30bis            | Destroyers                          | Classe Skory                   |                   | 1949                | 81               | 70 | Amélioration des 30K, 8 ont été transformé en piquet radar et désigné projet 31, deux autres ont été transformés en remorqueur de sauvetage et désigné projet 32                                                                                             |
| 33               |                  | Croiseur lance-missile              |                                |                   |                     | 1                | | Conversion du croiseur de classe Kirov "Vorochilov" en croiseur lance-missiles |
| 34               |                  | Destroyers                          |                                |                   |                     |                  | | Modernisation de la classe Skory |
| 35               | 35               | Frégate de lutte anti-sous-marine   | Classe Mirka I                 |                   |                     | 18               | 18 | Mirka I |
| 35               | 35M              | Frégate de lutte anti-sous-marine   | Classe Mirka II                |                   |                     | 18               | 10 | Modernisation, connue sous le nom de Mirka II |
| 38               |                  | Destroyers leaders de flottille     | Classe Lenigrad                |                   | 1934                | 3                | | Version améliorée de la classe Leningrad |
| 39               |                  | Navire de garde                     | Classe Ouragan (en)            |                   | 1934                | 2                | | Série IV |
| 40               |                  | Destroyers                          |                                |                   | 1944                |                  | | Projet de destroyers annulé en 1945 |
| 41               |                  | Destroyers                          | Classe Tallinn                 | Neustrashimy (en) |                     | 1                | | |
| 42               |                  | Frégate                             | Classe Kola (en)               | Sokol             |                     | 8                | | |
| 43               |                  | Navire de garde                     | Classe Brillant                |                   | 1934                | 4                | | Navire du NKVD basé sur les dragueurs de mines de classe Fougas |
| 45               |                  | Destroyers expérimental             | Classe Opytny (en)             |                   |                     | 1                | | |
| 47               |                  | Destroyers                          |                                |                   |                     | 0                | | Etude pour un destroyer |
| 48               |                  | Destroyers leaders de flottille     | Classe Kiev (Destroyers) (en)  |                   | 1939                | 0                | | Devant remplacé la classe Tachkent en raison de difficulté à la construire, annulé en raison de la guerre |
| 50               |                  | Frégate                             | Classe Riga                    | Gornostay         |                     | 68               | | |
| 52               |                  | Navire de garde                     | Classe Pourga                  |                   |                     |                  | | |
| 53               | 53               | Dragueur de mines                   | Classe Fougas (en)             |                   |                     | 27               | 10 | Série II, aussi connue sous le nom de classe T-1 |
| 53               | 53U              | Dragueur de mines                   | Classe Fougas (en)             |                   |                     | 27               | 17 | Série III |
| 56               | 56               | Destroyers                          | Classe Kotlin                  | Spokoïny          |                     | 31               | 27 | |
| 56               | 56K              |                                     | Classe Kotlin                  | Spokoïny          |                     | 31               | 1 | Conversion du Bravy servant de prototype pour les 56A |
| 56               | 56A              | Destroyers lance-missile            | Classe Kotlin                  | Spokoïny          |                     | 31               | 7 | Conversion en navire antiaérien avec l'ajout de missile Vonla et de 2 canons AK-230 |
| 56               | 56AE             | Destroyers lance-missile            | Classe Kotlin                  | Spokoïny          |                     | 31               | 1 | Conversion du Spravedlivy à destination de la Pologne, similaire au 56A mais ne dispose pas du système AK-230 |
| 56               | 56PLO            | Destroyers                          | Classe Kotlin                  | Spokoïny          |                     | 31               | 14 | Modernisation axé sur la lutte anti-sous-marine |
| 56               | 56UM             |                                     |                                |                   |                     | 31               | 1 | Prototype de la classe Kidline qui est basé sur la classe Kotlin |
| 56               | 56M              | Destroyers lance-missile            | Classe Kidline                 | Bedovy            |                     | 31               | 3 | Version de série, un 4ème prévue a été annulé |
| 56               | 56U              | Destroyers lance-missile            | Classe Kidline                 | Bedovy            |                     | 31               | 3 | Modernisation des 56M |
| 57               | 57               | Destroyers lance-missile            | Krupny-class                   | Gremjashn         |                     | 9                | 0 | Projet basé sur la classe Kidline, rejeté et profondément modifié pour aboutir au 57bis |
| 57               | 57bis            | Destroyers lance-missile            | Krupny-class                   | Gremjashn         |                     | 9                | 9 | |
| 57               | 57A              | Destroyers lance-missile ASM        | Classe Kanine (en)             | Gremjashn         |                     | 9                | 8 | Conversion des 57bis en remplacement les missiles antisurface par des missiles anti-aérien et un renforcement de l'armement anti-sous-marins |
| 58               |                  | Dragueur de mines                   | Classe Fougas (en)             |                   | 1937                |                  | 7 | Série IV, aussi connue sous le nom de classe T-250 |
| 58               |                  | Croiseur lance-missile              | Classe Kydna                   | Grozny            | 1956                |                  | 4 | |
| 60               |                  |                                     |                                |                   |                     |                  | 0 | Etude pour des dragueurs de mines côtiers |
| 61               | 61               | Destroyers lance-missile            | Classe Kachine                 |                   |                     | 25               | 19 | Design de base |
| 61               | 61M              | Destroyers lance-missile            | Classe Kachine                 |                   |                     | 25               | 1 | Version améliorée |
| 61               | 61MP             | Destroyers lance-missile            | Classe Kachine                 |                   |                     | 25               | 5 | Modernisation de 5 unité |
| 61               | 61E              | Destroyers lance-missile            | Classe Rajput                  |                   |                     | 25               | 5 | Version construite pour l'export et vendue à l'Inde |
| 67               | 67               | Croiseur lance-missile              |                                |                   |                     | 1                | 0 | Projet de modernisation des classe Sverdlov |
| 67               | 67EP             | Croiseur lance-missile              |                                |                   |                     | 1                | 1 | Modernisation du Amiral Nakhimov après sa conversion en 68E |
| 68               | 68               | Croiseur légers                     | Classe Tchapaïev               |                   | 1939                | 19               | 0 | La construction de 7 navire avait débuté, 2 ont été annulé, 1 devant être convertie en cours de construction en 68S et 2 ont été fini en 68K |
| 68               | 68I              | Croiseur légers                     | Classe Tchapaïev               |                   | 1940                | 19               | 0 | Devait recevoir un système de tir et des canons de 15cm allemand |
| 68               | 68S              | Croiseur légers                     | Classe Tchapaïev               |                   | 1941                | 19               | 0 | Devait recevoir une DCA allemande, annulé à la suite de l'invasion allemande |
| 68               | 68K              | Croiseur légers                     | Classe Tchapaïev               |                   |                     | 19               | 5 | Version corrigée |
| 68               | 68bis            | Croiseur légers                     | Classe Sverdlov                |                   | 1952                | 19               | 14 | Version améliorée du 68K formant une nouvelle classe |
| 68               | 68bis-ZIF        | Croiseur légers                     | Classe Sverdlov                |                   |                     | 19               | 0 | 68bis avec une profonde refonde de l'armement anti-aérien, annulé en 1955 |
| 68               | 68A              | Croiseur légers                     | Classe Sverdlov                |                   | 1973                | 19               | 5 | Modernisation avec notamment une refonde de l'armement antiaérien |
| 68               | 68E              | Croiseur lance-missile              | Classe Sverdlov                |                   | 1954                | 19               | 1 | Conversion du Amiral Nakhimov en croiseur lance-missile |
| 68               | 68U1             | Navire de commandement              | Classe Sverdlov                |                   | 1965                | 19               | 1 | Conversion du Zhdanov |
| 68               | 68U2             | Navire de commandement              | Classe Sverdlov                |                   |                     | 19               | 1 | Conversion du Admiral Senyavin notamment l'ajout de 8 système AK-230 et un SA-N-4 ainsi qu'un hangar et hélipad pour un Ka-25 |
| 69               | 69               | Croiseur de bataille                | Class Kronshtadt (en)          |                   |                     |                  | | |
| 69               | 69AV             | Porte-avions                        | Class Kronshtadt (en)          |                   |                     |                  | | Proposition pour transformé le Kronshtadt en porte-avions |
| 70               | 70               | Croiseur anti-aérien                | Classe Sverdlov                |                   | 1957                |                  | | Proposition pour réarmé les Sverdlov pour la lutte antiaérienne |
| 70               | 70E              | Croiseur anti-aérien                | Classe Sverdlov                |                   | 1958                |                  | | Conversion du Dzerzhinsky pour la lutte anti-aérienne |
| 71               | 71A              | Porte-avions                        |                                |                   | 1939                | 0                | 0 | Porte-avions légers de 11 300 tonnes basé sur la classe Tchapaïev, annulé en 1940 |
| 71               | 71B              | Porte-avions                        |                                |                   | 1939                | 0                | 0 | Porte-avions de 30 600 tonnes, annulé dès 1939 |
| 82               |                  | Croiseur de bataille                | Classe Stalingrad              |                   |                     |                  | 0 | Projet de Croiseur de bataille, annulé après la mort de Staline |
| 83               | 83               | Croiseur lourd                      | Classe Admiral Hipper          |                   | 1936                |                  | 0 | Ex-Lützow, vendue en cours de construction à l'URSS en mai 1940, jamais terminé, rebaptisé Petropavlovsk en septembre 1940, coulé en septembre 1941, renfloué en septembre 1942 puis renommé Tallinn en 1943 puis Dniepr en 1953. Démolie entre 1953 et 1960 |
| 83               | 83K              | Croiseur lourd                      | Classe Admiral Hipper          |                   | 1936                |                  | 0 | Projet visant à compléter le Tallinn en utilisant le Seydlitz et l'armant avec de l'artillerie d'origine soviétique |
| 96               | 96               | Sous-marins                         | Classe M                       | Malioutka         | 1939                |                  | | Séries VI, VI-bis & XII |
| 96               | 96M              | Sous-marins                         | Classe M                       | Malioutka         |                     |                  | | Séries VI, VI-bis & XII |
| 97               | 97               | Brise-glace                         | Classe Dobrynia Nikititch      |                   |                     |                  | 3 | Version armée pour la marine |
| 97               | 97A              | Brise-glace                         | Classe Dobrynia Nikititch      |                   |                     | 12               | Version désarmée pour le ministère de la flotte maritime                                                         | |
| 97               | 97K              | Brise-glace                         | Classe Dobrynia Nikititch      |                   |                     | 2                | Version désarmée pour la marine soviétique                                                                       | |
| 97               | 97E              | Brise-glace                         | Classe Dobrynia Nikititch      |                   |                     | 1                | Version désarmée pour l'Allemagne de l'Est                                                                       | |
| 97               | 97AP             | Brise-glace                         | Classe Dobrynia Nikititch      |                   |                     | 2                | Dobrynia Nikititch améliorés                                                                                     | |
| 97               | 97A              | Navire hydrographique               | Classe Dobrynia Nikititch      |                   |                     | 2                | Navire hydrographique construit pour le ministère de la flotte maritime                                          | |
| 97               | 97D              | Navire hydrographique               | Classe Dobrynia Nikititch      |                   |                     | 1                | Un navire construit pour le service hydrographique de la flotte soviétique, le Vladimir Kavrayskiy               | |
| 97               | 97P              | Brise-glace et patrouilleur côtiers | Classe Ivan Soussanine         |                   |                     | 8                | Patrouilleur armée pour les gardes-frontières soviétique, maintenant opéré par les gardes-cotes                  | |
| 97               | 97N              | Navire océanographique              |                                |                   |                     | 1                | Construit pour le comité d'État pour l'hydrométéorologie et le contrôle de l'environnement de l'Union soviétique | |

## Projet 100 à 199
| Numéro du projet | Numéro du projet | Type de Navire                                                | Nom                            | Nom               | Année de conception | Nombre construits | Nombre construits                              | Notes |
|                  | Variante         |                                                               | Désignation Otan ou occidental | Désignation russe |                     | Total             |                                                | |
| ---------------- | ---------------- | ------------------------------------------------------------- | ------------------------------ | ----------------- | ------------------- | ----------------- | ---------------------------------------------- | --- |
| 106              |                  | Embarcation de débarquement                                   | Classe Vydra (it)              |                   |                     |                   |                                                | |
| 116              |                  | Vedette-torpilleur                                            | Classe G-5 (en)                |                   |                     |                   |                                                | |
| 122              | 122              | Chasseur de sous-marins                                       | Classe Artillerist             |                   | 1939                |                   | 6                                              | |
| 122              | 122A             | Chasseur de sous-marins                                       | Classe Artillerist             |                   | 1941                | 16                |                                                | |
| 122              | 122bis           | Chasseur de sous-marins                                       | Classe Kronshtadt (en)         |                   | 1944                | 227               |                                                | |
| 123              | 123              | Torpilleur                                                    | Classe P-4                     | Komsomolets       | 1939                | 337               | 1                                              | |
| 123              | 123bis           | Torpilleur                                                    | Classe P-4                     | Komsomolets       |                     | 337               | 89                                             | Version améliorée utilisant un moteur à essence américain Packard                                                                    |
| 123              | M123bis          | Torpilleur                                                    | Classe P-4                     | Komsomolets       | 1950                | 337               | 42                                             | 123bis utilisant un moteur diesel d'origine soviétique                                                                               |
| 123              | 123K             | Torpilleur                                                    | Classe P-4                     | Komsomolets       |                     | 337               | 205                                            | Amélioration, remplacement des DShK par des KPV, ajout d'un radar                                                                    |
| 123              | K123K            | Torpilleur                                                    | Classe P-4                     | Komsomolets       |                     | 337               | 6                                              | Version hydrofoil du 123K |
| 123              | 123U             | Navire cible                                                  | Classe P-4                     | Komsomolets       |                     | 337               | 8                                              | Conversion en navire cible |
| 130              |                  | Bâtiment de Démagnétisation                                   | Classe Bereza                  |                   |                     | 17                |                                                | Construit en Pologne |
| 133              | 133              | Patrouilleurs côtiers Hydrofoil                               | Classe Mouraveï (en)           | Antares           |                     | 16                |                                                | |
| 133              | 133RA            | Patrouilleurs côtiers Hydrofoil                               | Classe Mouraveï (en)           | Antares           |                     | 16                |                                                | Projet de 2015 visant à les moderniser et faire une version furtive                                                                  |
| 133.1            | 1331             | Corvette de lutte anti-sous-marine                            | Classe Parachim I              |                   |                     | 28                | 16                                             | Construit en RDA, aussi connu sous le nom de Parachim I, exclusivement utilisé par l'Allemagne puis vendue à la marine indonésienne. |
| 133.1            | 133M             | Corvette de lutte anti-sous-marine                            | Classe Parachim II             |                   |                     | 28                | 12                                             | Construit en RDA, aussi connu sous le nom de Parachim II, destiné à la Flotte de la Baltique, se distingue par un armement amélioré  |
| 141              | 141              | Navire de travail offshore                                    | Classe Kachtan                 |                   |                     | 8                 | 6                                              | Construits en RDA, ils servent à la manutention de bouée et d'ancre, certains sont utilisés pour un usage commercial                 |
| 141              | 141S             | Navire de travail offshore/navire de sauvetage de sous-marins | Classe Kachtan                 |                   |                     | 8                 | 2                                              | Construit en RDA, similaire au 141 mais amélioré et pouvant servir au sauvetage de sous-marins                                       |
| 145              |                  | Navire de travail Offshore                                    | Classe Sura                    |                   |                     | 10                |                                                | Construits en RDA, ils servent à la manutention de bouée et d'ancre                                                                  |
| 159              | 159              | Frégate                                                       | Classe Petya I                 |                   |                     | 56                | 19                                             | |
| 159              | 159A             | Frégate                                                       | Classe Petya II                |                   |                     | 56                | 23                                             | Version avec un armement amélioré |
| 159              | 159AE            | Frégate                                                       | Classe Petya III               |                   |                     | 56                | 14                                             | Version d'export du 159A avec un armement légèrement diférent                                                                        |
| 159              | 159M             | Frégate                                                       | Classe Petya I mod (modifié)   |                   |                     | 56                | 9                                              | Modernisation de neuf 159 avec un nouveau sonar                                                                                      |
| 160              |                  | Pétrolier-ravitailleur                                        | Classe Altaï (en)              |                   |                     | 6                 |                                                | Construit en Finlande |
| 183              | 183              | Torpilleur                                                    | Classe P-6                     | Bolshevik         |                     |                   | 333                                            | |
| 183              | 183T             | Torpilleur                                                    | Classe P-8                     | Bolshevik         |                     | 1                 | Prototype équipé d'une turbine à gaz           | |
| 183              | 183TK            | Torpilleur                                                    | Classe P-10                    | Bolshevik         |                     | 25                | Version de production du 183T                  | |
| 183              | 183R             | Navire lance-missiles                                         | Classe Komar                   |                   | 1957                | 114               | Premier navire lance-missiles produit en masse | |
| 199              |                  | Chasseur de sous-marins                                       |                                |                   |                     | 52                |                                                | Chasseur de sous-marins destiné aux troupes frontalières maritimes du KGB basé sur la classe 183                                     |

## Projet 200 à 299
| Numéro du Projet | Numéro du Projet | Type de Navire                | Nom                            | Nom                                 | Année de Conception | Nombre Construit | Nombre Construit | Notes |
|                  | Variante         |                               | Désignation Otan ou occidental | Désignation Russe                   |                     | Total            |                  | |
| ---------------- | ---------------- | ----------------------------- | ------------------------------ | ----------------------------------- | ------------------- | ---------------- | ---------------- | --- |
| 204              |                  | Corvettes anti-sous-marines   | Classe Poti (en)               |                                     |                     | 66               |                  | |
| 205              | 205              | Navire lance-missiles         | Classe Osa I                   | Tsunami ou Moskit selon les sources |                     |                  | 160              | Devait remplacé les navires de classe Komar                                                                              |
| 205              | 205E             | Navire lance-missiles         | Classe Osa I                   | Tsunami ou Moskit selon les sources |                     |                  | 1                | Prototype hydrofoil avec des missiles différents                                                                         |
| 205              | 205Ch            | Navire lance-missiles         | Classe Osa I                   | Tsunami ou Moskit selon les sources |                     |                  | 1                | Prototype avec une alimentation éclectique avec un voltage différents                                                    |
| 205              | 205U             | Navire lance-missiles         | Classe Osa II                  | Tsunami ou Moskit selon les sources |                     |                  | 32               | Version améliorée |
| 205              | 205ER            | Navire lance-missiles         | Classe Osa II                  | Tsunami ou Moskit selon les sources |                     |                  |                  | Version d'export du U avec certain équipement de suprimé                                                                 |
| 205              | 205M             | Navire lance-missiles         | Classe Osa II                  | Tsunami ou Moskit selon les sources |                     |                  | 1                | Version améliorée |
| 205              | 205mod           | Navire lance-missiles         | Classe Osa II                  | Tsunami ou Moskit selon les sources |                     |                  | 19               | Version avec un version plus moderne du missiles P-15                                                                    |
| 205              | 205P             | Patrouilleur anti-sous marins | Classe Stenka                  | Tarantul                            |                     |                  | 130              | |
| 205              | 205T             | Torpilleur                    |                                |                                     |                     |                  |                  | |
| 206              | 206              | Torpilleur                    | Classe Shershen                | Chtorm                              |                     | 132              | 80               | Devant remplacé les torpilleurs issue de la classe P-6, partage sa coque et son architecture moteur avec les projets 205 |
| 206              | 206E             | Torpilleur                    | Classe Shershen                | Chtorm                              |                     | 132              | 80               | Version simplifiée pour l'export                                                                                         |
| 206              | 206M             | Torpilleur                    | Classe Turya                   | Chtorm                              |                     | 132              | 24               | Version foil et plus lourdement armée formant une nouvelle classe                                                        |
| 206              | 206ME            | Torpilleur                    | Classe Turya                   | Chtorm                              |                     | 132              | 16               | Version d'export du précedant                                                                                            |
| 206              | 206MR            | Navire lance-missiles         | Classe Mathka                  | Vikhr                               |                     | 132              | 12               | Version lance-missiles basé sur les 206M                                                                                 |
| 206              | 206.6            | Navire lance-missiles         | Classe Mathka                  | Vikhr                               |                     | 132              | 12               | Version modernisée avec de nouveau missiles                                                                              |
| 259              |                  |                               | Classe Stenka                  |                                     |                     |                  |                  | Version d'export modifié du projet 205P                                                                                  |

- Projet 254 : dragueurs de mines océaniques de la classe T-43
- Projet 257 : dragueurs de mines côtiers de la classe Vanya (en)
- Projet 258 : dragueurs de mines de la classe T-58
- Projet 264 : conversion des dragueurs de mines de la classe T-58 en piquet radar
- Projet 265 : dragueurs de mines de la classe Sacha (en)
- Projet 266 Rubine : dragueurs de mines océaniques classe Yurka
- Projet 266M Akvamarine : dragueurs de mines océaniques de la classe Natya
- Projet 266DB Akvamarine 2 : dragueurs de mines océaniques de la classe Natya-II

## Projet 300 à 399
- Projet 300 : navires de réparation/docks flottants de la classe Oskol-I
- Projet 301T : navires de réparation/docks flottants de la classe Oskol-II
- Projet 303 : navires de réparation/docks flottants de la classe Oskol-modifiée
- Projet 304 : navires de réparation/docks flottants de la classe Amour
- Projet 304M : navires de réparation/docks flottants de la classe Amour-II avec possibilité de transport de passagers
- Projet 305 : centrale électrique flottante classe Tomba
- Projet 310 Batour : ravitailleurs de sous-marins classe Don (en)
- Projet 323 : base flottante de transport de missiles stratégiques de la classe Lama
- Projet 323B : base flottante de transport de missiles stratégiques de la classe Lama amélioré
- Projet 357 : navires éclaireurs de la classe Libau
- Projet 376U : vedettes de lancement de la classe Iaroslavets
- Projet 394B : navires collecteurs de renseignements de la classe Primorie (en)

## Projet 400 à 599
- Projet 411B : chalands de transport secs
- Projet 431 : chalands de transport
- Projet 437N : navires-citernes de la classe Khobi (en)
- Projet 503M : petits navires collecteurs de renseignements de la classe Alpinist
- Projet 513M : dragueurs de mines océaniques de la classe T-43 modifiés en navires de surveillance de l'environnement
- Projet 527M : remorqueurs de sauvetage de la classe Prout
- Projet 530 Karpaty : navires de sauvetage sous-marins de la classe Nepa
- Projet 536 : navires de soutien de recherche sous-marine de la classe Pioner Moskvi
- Projet 537 : navires de sauvetage de la classe Elbrous
- Projet 550 : navires de transport et de logistique polaires de la classe Amguema
- Projet 561 : navires-citernes d'eau de la classe Voda
- Projet 563 : remorqueurs océaniques de la classe Goryn
- Projet 563S : remorqueurs de sauvetage de la classe Goryn
- Projet 577 : navires-citernes de la classe Ouda
- Projet 593 : navettes d'essai de la classe Volgograd

## Projet 600 à 699
- Projet 611 : sous-marins d’attaque à propulsion diesel-électrique de la classe Zulu
- Projet 611AV : sous-marins d’attaque à propulsion diesel-électrique de la classe Zulu
- Projet 613 : sous-marins d’attaque à propulsion diesel-électrique de la classe Whiskey
- Projet 615 : sous-marins d’attaque côtiers classe Quebec
- Projet 627 Kit : sous-marins nucléaires d'attaque classe November (prototype)
- Projet 627A : sous-marins nucléaires d'attaque November
- Projet 628 : sous-marins lanceurs d'engins à propulsion diesel-électrique de la classe Golf-I
- Projet 629M : sous-marins lanceurs d'engins à propulsion diesel-électrique de la classe Golf-II
- Projet 633 : sous-marins d’attaque à propulsion diesel-électrique de la classe Romeo
- Projet 636 Varchavianka : sous-marins d’attaque à propulsion diesel-électrique de la classe Kilo amélioré
- Projet 640 : sous-marins piquet radar de la classe Whiskey Canvas Bag
- Projet 640T : sous-marins de communications de la classe Whiskey Canvas Bag
- Projet 640U : sous-marin lance-missiles de la classe Whiskey Twin Cylinder (prototype)
- Projet 641 : sous-marins d’attaque à propulsion diesel-électrique de la classe Foxtrot
- Projet 641B Som : sous-marins d’attaque à propulsion diesel-électrique de la classe Tango
- Projet 644 : sous-marins lance-missiles de la classe Whiskey Twin Cylinder
- Projet 645 : sous-marins nucléaires d'attaque de la classe November avec réacteur à caloporteur métallique
- Projet 651 : sous-marins lanceurs de missiles de croisière de la classe Juliett (en)
- Projet 655 : sous-marins lanceurs de missiles de croisière à propulsion diesel-électrique de la classe Whiskey Long Bin
- Projet 658 : sous-marins nucléaires lanceurs d'engins de la classe Hotel-I
- Projet 658M : sous-marins nucléaires lanceurs d'engins de la classe Hotel-II
- Projet 659 : sous-marins nucléaires lanceurs de missiles de croisière de la classe Echo-I
- Projet 659T : sous-marins nucléaires lanceurs de missiles de croisière de la classe Echo-I
- Projet 661 Anchar : sous-marins nucléaires lanceurs d'engins de la classe Papa
- Projet 664 : Projet de sous-marin nucléaire poseur de mines
- Projet 665 : sous-marins à propulsion diesel-électrique de la classe Whiskey
- Projet 667A Navaga : sous-marins nucléaires lanceurs d'engins de la classe Yankee
- Projet 667AM Navaga-M : sous-marins nucléaires lanceurs d'engins de la classe Yankee-II
- Projet 667AU Nalim : amélioration des missiles des classes Yankee I et II
- Projet 667AT Groucha : sous-marins de la classe Yankee Notch conversion en sous-marins d'attaque
- Projet 667M Andromeda : sous-marins de la classe Yankee Sidecar conversion en sous-marins lanceurs de missiles de croisière
- Projet 667B Murena : sous-marins nucléaires lanceurs d'engins de la classe Delta-I
- Projet 667BD Murena-M : sous-marins nucléaires lanceurs d'engins de la classe Delta-II
- Projet 667BDR Kalmar : sous-marins nucléaires lanceurs d'engins de la classe Delta-III
- Projet 667BDRM Delfin : sous-marins nucléaires lanceurs d'engins de la classe Delta-IV
- Projet 670A Skat : sous-marins nucléaires lanceurs de missiles de croisière de la classe Charlie-I
- Projet 670M Chayka : sous-marins nucléaires lanceurs de missiles de croisière de la classe Charlie-II
- Projet 671 Yersh : sous-marins nucléaires d'attaque de la classe Victor-I
- Projet 671RT Semga : sous-marins nucléaires d'attaque de la classe Victor-II
- Projet 671RTM Chtchouka : sous-marins nucléaires d'attaque de la classe Victor-III
- Projet 675 : sous-marins nucléaires lanceurs de missiles de croisière de la classe Echo-II
- Projet 677 : Lada : sous-marins d'attaque à propulsion diesel-électrique de la classe Sankt Petersburg
- Projet 685 : Plavnik : sous-marins nucléaires d’attaque de la classe Mike
- Projet 690 : Kefal : sous-marins à propulsion diesel-électrique de la classe Bravo
- Projet 699 : dragueurs de mines de la classe Vanya améliorés

## Projet 700 à 799
- Projet 701 : sous-marins nucléaires lanceurs d'engins de la classe Hotel-III
- Projet 705 Lira : sous-marins nucléaires d'attaque de la classe Alfa
- Projet 712 : remorqueurs de sauvetage de la classe Sliva
- Projet 717 : Projet de sous-marins nucléaires (1970)
- Projet 730 : remorqueurs océaniques de la classe Roslavl
- Projet 733 : remorqueurs océaniques de la classe Okhtenski
- Projet 733S : remorqueurs de sauvetage de la classe Goliat développés à partir de la classe Okhtenski, d’où le suffixe S au nom du projet (S = Spastelni)
- Projet 740 : navires de transport de la classe Iouni Partizan
- Projet 745 : remorqueurs océaniques de la classe Soroum
- Projet 748 : Projet de sous-marins nucléaires d’attaque
- Projet 770 : petites embarcations de débarquement classe Polnochny- A
- Projet 771 : petites embarcations de débarquement de la classe Polnochny-B'
- Projet 772U : cotre d’entraînement de la classe Bryza
- Projet 773 : embarcations de débarquement moyennes de la classe Polnochny-C
- Projet 773U : embarcations de débarquement moyennes de la classe Polnochny-D
- Projet 775 : grandes embarcations de débarquement de la classe Ropoutcha-I
- Projet 775M : grandes embarcations de débarquement de la classe Ropoutcha-II
- Projet 776 : navires de commandement amphibies de la classe Polnochny-C modifiés
- Projet 782 : cales sèches flottantes moyennes

## Projet 800 à 899
- Projet 823 : cales sèches flottantes moyennes
- Projet 850 : navires de recherche océanographique de la classe Nikolaï Zoubov
- Projet 860 Azimut : navires de surveillance hydrographique de la classe Samara
- Projet 861 : navires de surveillance hydrographique de la classe Moma
- Projet 861M : petits navires de collecte de renseignements de la classe Moma
- Projet 862 : navires de recherche océanographique de la classe Ioug
- Projet 862.1 : navires de recherche océanographique moyens de la classe Ioug
- Projet 862.2 : navires de recherche océanographique de la classe Ioug améliorés
- Projet 864 : grands navires de collecte de renseignements de la classe Vichnya
- Projet 865 Pyranja : sous-marins miniatures de la classe Losos (en)
- Projet 870 : navires de surveillance hydrographique de la classe Kamenka
- Projet 871 : navires de surveillance hydrographique de la classe Biya
- Projet 872 : navires de transport de munitions de la classe Finik
- Projet 873 : navire océanographique expéditionnaire de la classe Sibiriakov
- Projet 877 Paltus : sous-marins d’attaque à propulsion diesel-électrique de la classe Kilo
- Projet 885 Iassen : sous-marins nucléaires d’attaque de la classe Iassen
- Projet 887 : navires d’entraînement de la classe Smolni

## Projet 900 à 999
- Projet 935 : sous-marins nucléaires lanceurs d’engins de la classe Boreï (prototype)
- Projet 940 Lenok : sous-marins de sauvetage à propulsion diesel-électrique de la classe India
- Projet 941 Akoula : sous-marins nucléaires lanceurs d’engins de la classe Typhoon
- Projet 945A Barrakouda : sous-marins nucléaires d’attaque de la classe Sierra-I
- Projet 945B Kondor : sous-marins nucléaires d’attaque de la classe Sierra-II
- Projet 949 Granit : sous-marins nucléaires lanceurs de missiles de croisière de la classe Oscar-I
- Projet 949A Anteï : sous-marins nucléaires lanceurs de missiles de croisière de la classe Oscar-II
- Projet 955 : sous-marins nucléaires lanceurs d’engins de la classe Boreï
- Projet 955A : sous-marins nucléaires lanceurs d’engins de la classe Boreï-II
- Projet 956 Sarych : destroyers de la classe Sovremenny
- Projet 956A Sarych : destroyers de la classe Sovremenny améliorés
- Projet 971 Bars : sous-marins nucléaires d’attaque de la classe Akula
- Projet 971U Chtchouka B : sous-marins nucléaire d’attaque de la classe Akula-II
- Projet 977.0 Akson : sous-marins nucléaires de la classe Yankee Pod, sous-marins de la classe Yankee convertis en sous-marins sonar testbed
- Projet 978.0 : sous-marins nucléaires de la classe Yankee Stretch, conversion de sous-marins de la classe Yankee en sous-marins de soutien

## Projet 1000 à 1099
- Projet 1041.0 : patrouilleurs rapides de la classe Svetlyak
- Projet 1041.1 : navires lance-missiles Kh-35 de la classe Svetlyak
- Projet 1041.2 : patrouilleur de la classe Svetlyak (version d’exportation)
- Projet 1075 : dragueurs de mines de la classe Lida
- Projet 1083.1 : sous-marins classe Paltus

## Projet 1100 à 1199
- Projet 1112 : câbliers de la classe Klazma
- Projet 1123 Kondor : croiseurs/porte-hélicoptères anti-sous-marins de la classe Moskva
- Projet 1124K Albatros : corvettes anti-sous-marines de la classe Grisha-IV
- Projet 1124M Albatros : corvettes anti-sous-marines de la classe Gricha-III
- Projet 1124P Albatros : corvettes anti-sous-marines de la classe Gricha-II
- Projet 1124.4 Albatros : corvettes anti-sous-marines de la classe Gricha-V
- Projet 1134 Berkout : croiseurs lance-missiles de la classe Kresta I (en)
- Projet 1134A Berkout A : grands croiseurs anti-sous-marins de la classe Kresta II
- Projet 1134B Berkout B : croiseurs anti-sous-marins de la classe Kara
- Projet 1135 Bourevestnik : grands patrouilleurs/frégates de la classe Krivak-I / Bditelni-I
- Projet 1135M Bourevestnik M : grands patrouilleurs/frégates de la classe Krivak-II / Bessmenni
- Projet 1135.1 Nereï : patrouilleurs côtiers de la classe Krivak-III / Menjinski
- Projet 1135.2 Bourevestnik : grands patrouilleurs/frégates de la classe Krivak-I modernisés / Legki
- Projet 1135.5 Nereï : patrouilleurs côtiers de la classe Krivak-III
- Projet 1141.1 Sokol : petit patrouilleur anti-sous-marin Aleksandr Kounakhovitch
- Projet 1143 Krechet : croiseurs porte-avions de la classe Kiev
- Projet 1143.5 Orel : croiseurs porte-avions lourds de la classe Amiral Kouznetsov
- Projet 1143.7 : croiseurs porte-avions lourds de la classe Oulianovsk
- Projet 1144.2 Orlan : croiseurs de bataille à propulsion nucléaire de la classe Kirov
- Projet 1145.1 Sokol : petit patrouilleur anti-sous-marin de la classe Mukha
- Projet 1151.0 : navires de transport de la classe Belyanka
- Projet 1154.0 Iastreb : frégates de la classe Neustrashimy
- Projet 1153 Orel (en) : projet de croiseurs porte-avions à propulsion nucléaire (1976)
- Projet 1155 Fregat : destroyers anti-sous-marins de la classe Oudaloï-I
- Projet 1155.1 Fregat : destroyers anti-sous-marins de la classe Oudaloï-II / Amiral Chabanenko
- Projet 1157.0 : navires de transport d’armes océaniques de la classe Sadko
- Projet 1159 : frégates de la classe Koni
- Projet 1160 Oryel : projet de porte-avions à propulsion nucléaire (1969)
- Projet 1164 Atlant : croiseurs lance-missiles de la classe Slava
- Projet 1166.1 : frégates anti-sous-marines de la classe Gepard
- Projet 1171 Tapir : grands navires de débarquement de la classe Alligator
- Projet 1171.1 : navires de débarquement de la classe Ivan Gren
- Projet 1172 : câbliers de la classe Emba
- Projet 1174 : grands navires de débarquement de la classe Ivan Rogov
- Projet 1175 : câbliers de la classe Biriousa
- Projet 1176 Akoula : navires de débarquement de la classe Ondatra
- Projet 1177.0 Serna : navires de débarquement de la classe Serna
- Projet 1190 : monitors fluviaux de la classe Khassan (en)

## Projet 1200 à 1299
- Projet 1204 : monitors fluviaux de la classe Chmel
- Projet 1205 Skat : aéroglisseurs de débarquement de la classe Gus
- Projet 1206 Kalmar : aéroglisseurs de débarquement de la classe Lebed
- Projet 1206.1 Murena : aéroglisseurs de débarquement de la classe Tsaplya)
- Projet 1206.1E : version d’exportation du projet 1206.1 sans lance-missiles
- Projet 1206T : poseurs de mines de la classe Pelikan, version du Projet 1206 convertis en poseurs de mines
- Projet 1208 Slepen' : patrouilleurs fluviaux de la classe Yaz
- Projet 1209 Omar : aéroglisseurs de débarquement de la classe Outenok
- Projet 12210 : navires-citernes
- Projet 1231 : projet de sous-marins côtier armée de missile antinavire, annulé en faveur du projet 1234
- Projet 1232.1 Djeiran : petits aéroglisseurs de débarquement de la classe Aist
- Projet 1232.2 Zoubr : aéroglisseurs de débarquement de la classe Zoubr
- Projet 1234 Ovod : corvettes lance-missiles de la classe Nanuchka-I
- Projet 1234.1 : corvettes lance-missiles de la classe Nanuchka-III / Burun
- Projet 1234.2 : corvettes lance-missiles de la classe Nanuchka-IV / Nakat
- Projet 1236 : navire d’essai de torpilles classe Potok (Seman')
- Projet 1239 Sivoutch : corvettes lance-missiles de la classe Bora / Dergach
- Projet 1240 Ouragan : navires lance-missiles rapides classe Sarantcha (en)
- Projet 1241 Molniya : corvettes lance-missile de la classe Tarentul-I
- Projet 1241PE : patrouilleurs côtiers de la classe Pauk-II
- Projet 1241.1RZ Molniya M : corvettes lance-missile de la classe Tarentul-III
- Projet 1241.2 Molniya : corvette lance-missile de la classe Tarentul-II
- Projet 1241.2 Molniya 2 : corvettes anti-sous-marines de la classe Paouk
- Projet 1241.2P Molniya 2 : patrouilleurs côtiers de la classe Pauk-I
- Projet 1248 Moskit : patrouilleurs fluviaux de la classe Voch
- Projet 1248.1 : patrouilleurs fluviaux dotés de rails pour la pose de mines de la classe Voch
- Projet 1249 : patrouilleurs côtiers de la classe Piyavka
- Projet 1258 : dragueurs de mines de la Classe Yevgenya
- Projet 1259 Malakhit : dragueurs de mines de la classe Olia
- Projet 1265 Yakhont : dragueurs de mines de la classe Sonya
- Projet 1266.0 : dragueurs de mines océaniques de la Classe Gorya
- Projet 1270.0 : dragueurs de mines de la classe Alexandrit
- Projet 1274 : câbliers avec capacité de poser des mines de la classe Klasz'ma améliorés

## Projet 1300 à 1799
- Projet 1330 : navire de protection des pêcheries
- Projet 13560 : cale sèche flottante moyenne
- Projet 1360 : yacht présidentiel de la classe Chika
- Projet 1388M : yachts de commandement de la classe Razvedtchik

## Projet 1400 à 1499
- Projet 1415.1 : navires-atelier de la classe Tania
- Projet 1431.0 : patrouilleurs côtiers de la classe Miraj
- Projet 1452 : remorqueurs de sauvetage de la classe Ingoul
- Projet 1453 : remorqueurs de sauvetage de la classe Ingoul
- Projet 1454 : navire expérimental de la classe Soroum Mod
- Projet 14670 : yachts de commandement
- Projet 1481 : navires-citernes de carburant fluviaux de la classe Bis

## Projet 1500 à 1599
- Projet 15010 : navires-citernes de carburant
- Projet 1541 : navires-citernes lance-missiles de la classe Louza
- Projet 1545 : navires-citernes d'eau de la classe Baskountchak
- Projet 1549 : navires-citernes d'eau de la classe Manych
- Projet 1559B : navires-citernes de la classe Boris Tchilikine
- Projet 1593 : navires-citernes de la classe Boris Tchilikine
- Projet 1595 : navires de charge de la classe Neon Antonov

## Projet 1600 à 1699
- Projet 16570 : remorqueurs de sauvetage de la classe Khoper
- Projet 16900A : chaland de la classe Kanine

## Projet 1700 à 1799
- Projet 1710 Makrel : sous-marin expérimental classe Belouga
- Projet 1760 : Cales sèches flottantes moyennes
- Projet 1780 : Cales sèches flottantes moyennes Chilka
- Projet 1783A : navire-citernes pour déchets spéciaux de la classe Vala
- Projet 1791 : navires de transport de la classe Amga
- Projet 1799 : bâtiments de démagnétisation de la classe Pelym
- Projet 1799A : bâtiments de démagnétisation de la Pelym améliorés

## 1800 à 1899
- Projet 1806 : Onega hydroacoustic monitoring ship and physical fields measuring vessel
- Projet 1823 : navires de transport de la classe Mouna
- Projet 1824 : navires de transport de la classe Mouna
- Projet 1826 : grands navires de collecte de renseignement de la classe Balzam / Lira
- Projet 1840 : sous-marin expérimental BS-555
- Projet 1851 : sous-marins à but spécial de la classe Paltus (Nelma)
- Projet 1859 : ravitailleur Berezina. Listé par Holm comme Projet 1833. Navire unique, le Berezina, opère au sein de la flotte de la mer Noire de 1978 à 2002, date à laquelle il est démantelé en Turquie[1]
- Projet 1886 : navettes sous-marines de la classe Ougra
- Projet 1893 : bateaux-pompes de la classe Katoune-I

## Projet 1900 à 1999
- Projet 1908 : navire de contrôle et de mesure par télémétrie Akademik Sergueï Korolev
- Projet 1909 : navire de contrôle et de mesure par télémétrie Kosmonaut Iouri Gagarine
- Projet 1910 Kachalot : sous-marins à but spécial de la classe Uniform
- Projet 1914.1 : bâtiments d'essais et de mesures de la classe Maréchal Nedeline
- Projet 1917 : navire de contrôle et de mesure par télémétrie Kosmonaut Vladimir Komarov
- Projet 1918 : navires de transport de la classe Vytegrales
- Projet 1941 Titan : navires de commandement classe Kapousta
- Projet 1993 : bateaux-pompes de la classe Katoune-II, également connus comme classe Ikar

## Projet 2000 à 2099
| Numéro du Projet | Numéro du Projet | Type de Navire               | Nom                            | Nom               | Année de Conception | Nombre Construit | Nombre Construit | Notes                   |
|                  | Variante         |                              | Désignation Otan ou occidental | Désignation Russe |                     | Total            |                  |                         |
| ---------------- | ---------------- | ---------------------------- | ------------------------------ | ----------------- | ------------------- | ---------------- | ---------------- | ----------------------- |
| 2012             | 2012.0           | Sous-marin                   | Classe Sarov (en)              | Sargan            |                     | 1                |                  | utilisé pour des essai  |
| 2020             |                  | Ravitailleurs de sous-marins | Classe Malina                  |                   |                     | 3                |                  |                         |
| 2038             | 2038.0           | Corvette                     | Classe Stergouchtchi           | (Korvet-1)        |                     | 13               | 10               | 2 autre en construction |
| 2038             | 2038.2           | Corvette                     | Classe Stergouchtchi           | Tigr              |                     | 13               | 0                | Version d'export        |
| 2038             | 2038.5           | Corvette                     | Classe Gremyashchiy (en)       |                   |                     | 13               | 2                | 4 autre en construction |
| 2038             | 2038.6           | Corvette                     | Classe Derzky                  |                   |                     | 13               | 1                | 9 autre annulé          |
| 2091             | 20910            | Aéroglisseurs                | Classe Chilim                  |                   |                     |                  |                  |                         |

## Projet 2100 à 2199
| Numéro du Projet | Numéro du Projet | Type de Navire               | Nom                            | Nom               | Année de Conception | Nombre Construit | Nombre Construit | Notes                                          |
|                  | Variante         |                              | Désignation Otan ou occidental | Désignation Russe |                     | Total            |                  |                                                |
| ---------------- | ---------------- | ---------------------------- | ------------------------------ | ----------------- | ------------------- | ---------------- | ---------------- | ---------------------------------------------- |
| 2127             | 21210            | yacht de commandement        |                                |                   |                     |                  |                  |                                                |
| 2163             | 2163.0           | Corvette                     | Classe Bouïan                  | Buyan             |                     | 13               | 3                |                                                |
| 2163             | 2163.1           | Corvette lance-missiles      | Classe Bouïan                  | Buyan-M           |                     | 13               | 10               |                                                |
| 2163             | 2163.2           | Corvette lance-missiles      | Classe Bouïan                  | Tornado           |                     | 13               | 0                | Version d'export                               |
| 2163             | 2163.5           | Corvette lance-missiles      | Classe Bouïan                  | Sarsar            |                     | 13               | 0                | Présenté en 2022 lors d'un salon de l'armement |
| 2182             | 2182.0           | Embarcations de débarquement | Classe Diougon                 |                   |                     | 5                |                  |                                                |
| 2190             | 21900            | Brise-glace                  | Classe LK-16 (en)              |                   |                     | 5                | 2                |                                                |
| 2190             | 21900M           | Brise-glace                  | Classe LK-16 (en)              |                   |                     | 5                | 3                |                                                |
| 2190             | 21900M2          | Brise-glace                  | Classe LK-16 (en)              |                   |                     | 5                | 0                | 1 en construction, l'un autre stoppé en 2021   |
| 2195             | 2195.6           | Destroyers                   | Classe Lider                   |                   | 2007                | 0                |                  |                                                |
| 2198             | 21980            | Navire anti-saboteur         | Classe Gratchonok              |                   |                     | 28               |                  | Dont 4 pour les garde-côte                     |

## Projet 2200 à 2299
| Numéro du Projet | Numéro du Projet | Type de Navire                          | Nom                            | Nom               | Année de Conception | Nombre Construit | Nombre Construit | Notes |
|                  | Variante         |                                         | Désignation Otan ou occidental | Désignation Russe |                     | Total            |                  | |
| ---------------- | ---------------- | --------------------------------------- | ------------------------------ | ----------------- | ------------------- | ---------------- | ---------------- | --- |
| 2212             | 22120            | Patrouilleur brise-glace                | Classe Pourga                  |                   |                     |                  |                  | Utilisé exclusivement par les garde-côtes                                                                                                |
| 2216             | 22160            | Patrouilleurs hauturiers lance-missiles | Classe Vassili Bykov           |                   |                     |                  |                  | |
| 2235             | 22350            | Frégate                                 | Classe Amiral Gorchkov         |                   |                     |                  |                  | Un version avec plus de missiles a été étudié                                                                                            |
| 2235             | 22356            | Frégate                                 | Classe Amiral Gorchkov         |                   |                     |                  |                  | Version d'exportation |
| 2235             | 22350M           | Frégate                                 | Classe Amiral Gorchkov         |                   |                     |                  |                  | "Super Gorchkov", version profondément améliorée et voyant son nombre de missiles embarqué quadruplé, plusieurs ont été commandé en 2024 |
| 2246             | 22460            | Patrouilleur                            | Classe Roubine                 | Okhotnik          |                     |                  |                  | Utilisé exclusivement par les garde-côtes                                                                                                |
| 2280             | 22800            | Corvette                                | Classe Karakourt               |                   |                     |                  |                  | Evolution de la Classe Bouïan |

## Projet 2300 à 2399
| Numéro du Projet | Numéro du Projet | Type de Navire           | Nom                            | Nom               | Année de Conception | Nombre Construit | Nombre Construit | Notes |
|                  | Variante         |                          | Désignation Otan ou occidental | Désignation Russe |                     | Total            |                  | |
| ---------------- | ---------------- | ------------------------ | ------------------------------ | ----------------- | ------------------- | ---------------- | ---------------- | --- |
| 2300             | 23000E           | Porte-Avions             | Classe Chtorme                 |                   |                     | 0                |                  | La construction doit débuter entre 2025 et 2030 et doit remplacer l'Amiral Kouznetsov                                                       |
| 2313             | 23130            | Pétrolier-ravitailleur   | Classe Academik Pashine (en)   |                   |                     | 1                |                  | 3 en construction |
| 2356             | 23560E           | Destroyers/Croiseur      | Classe Lider                   |                   |                     | 0                |                  | Doit remplacé les croiseur de Classe Slava ainsi que les destroyers de Classe Oudaloï et de Classe Sovremenny, aucun navire en construction |
| 2390             | 23900            | Navire d'assaut amphibie | Classe Ivan Rogov              |                   |                     |                  |                  | |

## Autre
| Numéro du Projet | Numéro du Projet | Type de Navire                           | Nom                            | Nom               | Année de Conception | Nombre Construit | Nombre Construit | Notes |
|                  | Variante         |                                          | Désignation Otan ou occidental | Désignation Russe |                     | Total            |                  | |
| ---------------- | ---------------- | ---------------------------------------- | ------------------------------ | ----------------- | ------------------- | ---------------- | ---------------- | --- |
| 3160             | 03160            | Patrouilleurs côtiers                    | Classe Raptor                  |                   |                     | 17               |                  | |
| A-202            |                  | Remorqueur hauturier/océanique           | Classe Roslavl                 |                   |                     |                  |                  | |
| B-92             |                  | Navire de travail Offshore               | Classe Neftegaz                |                   |                     |                  |                  | |
| B-93             |                  | Navires de recherches géophysiques       | Classe Akademik Fersman (it)   |                   |                     | 9                |                  | Nommé en l’honneur d’Alexandre Fersman, l'un d'entre eux a été transformé en patrouilleur et en navire SAR pour le compte des Gardes-côtes |
| B-99             |                  | Remorqueurs de sauvetage et bateau-pompe | Classe Iva                     | Vikhr             |                     | 15               |                  | |
| B-320            | B-320            | Navire-hôpital                           | Classe Ob                      |                   |                     | 4                | 2                | |
| B-320            | B-320 II         | Navire-hôpital                           | Classe Ob                      |                   |                     | 4                | 2                | |